# Ardisia meziana
Ardisia meziana är en viveväxtart som beskrevs av George King och Gamble. Ardisia meziana ingår i släktet Ardisia och familjen viveväxter. Inga underarter finns listade i Catalogue of Life.